# Двалін
Двалін (давньосканд. Dvalin) — у германо-скандинавській міфології гном (дварф), імовірно, один з братів Івальді.
Двалін відомий тим, що він викував для Локі золоте волосся, яке Локі потім передав Сіф як плату за свій жарт. Коли Локі звернувся зі своїм проханням, гном дуже зрадів, адже йому випала можливість показати богам свою майстерність. Окрім волосся, Двалін викував спис Ґунґнір та корабель Скідбладнір.
Так само Двалін разом з Альфріком, Берлінґом та Ґрером створили чарівне намисто Брісінґамен для Фрейї. За деякими переказами, платою за намисто була ніч, проведена з Фрейєю, для кожного з гномів-творців.
Разом з іншим дверґом Дурін був спійманий Свафрламі й для того, аби викупити себе, викував чарівного меча Тюрфінґ.